# Шапина, Иван
Иван Шапина (хорв. Ivan Šapina; род. 17 ноября 1999) — хорватский тхэквондист, член сборной Хорватии. Призёр чемпионатов мира, чемпион Европы 2022 года. Участник летних Олимпийских игр 2020 года в Токио.  

## Карьера
С 2013 года Иван Шапина выступает на международных соревнованиях по тхэквондо. В 2018 году выиграл серебряную медаль в весовой категории до 87 кг на чемпионате Европы среди юниоров, который проходил в Варшаве. 
В 2019 году в Манчестере, на чемпионате мира, в весовой категории до 87 кг он стал обладателем бронзовой медали.
На Летних Олимпийских играх 2020 выступал в весовой категории свыше 80 кг. Уступил в четвертьфинале и закончил выступления на соревнованиях. 
В 2021 году на чемпионате Европы по тхэквондо стал бронзовым призёром в весовой категории до 87 кг. Через год в Манчестере стал чемпионом Европы.
В 2023 году на чемпионате мира, который состоялся в Баку, в категории до 87 кг, Иван стал обладателем серебряной медали. В финальной схватке он уступил спортсмену из Южной Кореи Канг Санг Хьюну.